# Busły
Busły (biał. Буслы; ros. Буслы) – przystanek kolejowy w pobliżu miejscowości Radziejewa, w rejonie budzkim, w obwodzie homelskim, na Białorusi. Położony jest na linii Homel - Żłobin - Mińsk.